# Гари Нъл
Гари Нъл (на английски: Gary Null) е американски натуропат, диетолог и писател на произведения в жанра книги за самопомощ, алтернативна медицина и мотивираща литература.

## Биография и творчество
Гари Майкъл Нъл е роден на 6 януари 1945 г. в Паркърсбърг, Западна Вирджиния, САЩ. Има двама братя. Завършва квалификация по бизнес администрация в „Маунтийн Стейт Колидж“ в Паркърсбърг и получава бакалавърска степен от Университета „Томас Едисон“ в Трентън. Получава докторска степен в областта на човешкото хранене и общественото здравеопазване от „Union Institute & University“, частен колеж за дистанционно обучение със седалище в Синсинати, с дисертация на тема „Изследване на психологическите и физиологичните ефекти на кофеина върху човешкото здраве“. Според извършените по-късно проверки работата на колежа и издаваните дипломи не отговарят на необходимите лицензи и стандарти за получаване на докторска стапен в здравеопазването.
В своята дейност Гари Нъл атакува много аспекти от общоприетата медицина, като твърди, че лекарите и фармацевтичните компании имат икономически интерес да насърчават, а не предотвратяват болести. В периода 1979-80 г. е съавтор на серия статии за изследване на рака и алтернативните му лечения в списание „Penthouse“. През 2009 г. е основният говорител на митинг, противопоставящ се на задължителната ваксинация срещу грип H1N1 по време на грипната епидемия през 2009 г. В книгата си „AIDS: A Second Opinion“ (СПИН: Второ становище) застъпва твърдението, че вирусът ХИВ е безвреден и не причинява СПИН и застъпва за използването на хранителни добавки за ХИВ-позитивни лица вместо за антиретровирусни медикаменти. Прави радио и филмони кампании против ГМО храните. Автор е на значителен брой книги посветени на алтернативната медицина и здравословното хранене.
Автор е на много книги, в които описва своите виждания за здравословен начин на живот и алтернативната медицина. През 1980 г. прави ток-шоу „Природосъобразен живот с Гари Нул“ в радио WBAI, а после по „VoiceAmerica“ и по Интернет. От 2005 г. е домакин на собствено шоу по създадената от него радиомрежа „Прогресив“.
Гари Нъл е производител на серия хранителни добавки и ръководител на център за алтернативна медицина, развивайки много печеливш бизнес.
Дейността и произведенията му са широко критикувани от научните среди и организации като псевдонаука и предлагане на конспиративни теории без представяне на проверими доказателства. Той прави редица неуспешни опити да ограничи съдебно критиките срещу дейността си, вкл. през 2009 г. срещу Фондация Wikimedia за статиите в Уикипедия.
Гари Нъл живее със семейството си в Нейпълс, Флорида.

## Произведения
частична библиография
- Food Combining Handbook (1973)
- Biofeedback, Fasting & Meditation (1974)
- The Complete Encyclopedia of Natural Healing (1986)
Наръчник по алтернативна медицина, изд. „Емас“ (1999), прев. Елисавета Камбурова
- The Vegetarian Handbook: Eating Right for Total Health (1988)
- The Joy of Juicing: Creative Cooking With Your Juicer; Completely Revised and Updated (1992)
- Who Are You, Really?: Understanding Your Life's Energy (1996)
- Secrets of the Sacred White Buffalo: Native American Healing Remedies, Rites and Rituals (1998)
- Healing with Magnets (1998)
- The Clinician's Handbook Of Natural Healing (1998)
- Get Healthy Now!: A Complete Guide to Prevention, Treatment, and Healthy Living (1999)
- Gary Null's Ultimate Anti-Aging Program (1999)
- Natural Pet Care (2000)
- AIDS: A Second Opinion (2001)
- Women's Health Solutions (2002)
- Gary Null's Power Aging (2003)
- 7 Steps To Overcoming Anxiety And Depression (2003)
- Living in the Moment: A Prescription for the Soul (2008)
- Be a Healthy Woman! (2009)
- Death by Medicine (2010)
- Reboot Your Brain: A Natural Approach to Fighting Memory Loss, Dementia, Alzheimer's, Brain Aging, and More (2013)

### Екранизации
От 2000 г. е автор, продуцент и режисьор на над 50 документални филма на здравна тематика.